# The River (álbum)
The River —en español: El río— es el quinto álbum de estudio del músico estadounidense Bruce Springsteen, publicado por la compañía discográfica Columbia Records en octubre de 1980. El álbum, grabado en los estudios Power Station de Nueva York entre marzo de 1979 y agosto de 1980, fue el primer mayor éxito comercial de Springsteen al alcanzar el primer puesto en la lista de discos más vendidos de varios países, entre ellos los Estados Unidos y Canadá.
Desde su publicación, The River ha sido certificado como quíntuple disco de platino por la RIAA, convirtiéndose en uno de los discos más vendidos del músico detrás de Born in the U.S.A. y Born to Run. En 2003, la revista musical Rolling Stone situó al álbum en el puesto 250 de la lista de los 500 mejores discos de todos los tiempos.

## Historia
Algunas de las canciones de The River se remontan a los primeros tiempos de la carrera musical de Bruce Springsteen. «Independence Day», «Point Blank», «The Ties That Bind», «Ramrod» y «Sherry Darling» fueron temas descartados de su anterior álbum, Darkness on the Edge of Town y se estrenaron previamente en directo durante la gira de 1978, al igual que partes de «Drive All Night», como una larga interpolación dentro de «Backstreets». Por otra parte, «The River» fue estrenada en septiembre de 1979 en los conciertos Musicians United for Safe Energy, ganando un lugar destacado en el posterior documental No Nukes.
El 8 de noviembre de 2009, antes de interpretar The River al completo en concierto, Springsteen comentó: «The River fue un disco que fue una especie de puerta de entrada a parte de mis composiciones futuras. Fue un disco que hicimos después de Darkness on the Edge of Town. Fue un disco hecho durante una recesión, tiempos duros en los Estados Unidos. La canción que le da nombre la escribí para mi cuñado y mi hermana. Mi cuñado estaba en la industria de la construcción, perdió su trabajo y tuvo que luchar duro a finales de los 70, como mucha gente hoy en día. Fue un disco en el que empecé a abordar el tema de los hombres, las mujeres, las familias y el matrimonio. Hay determinadas canciones que llevaron a completar discos en adelante. Originalmente iba a ser un disco simple. Lo entregué con un solo disco y di media vuelta porque sentía que no era lo suficientemente grande. Quería capturar los temas sobre los que había escrito en Darkness. Quería mantener esos personajes conmigo y al mismo tiempo, añadir música que hiciera a nuestros conciertos divertidos y alegres para el público».
Originalmente, el álbum iba a ser un disco simple y titulado The Ties That Bind, con vistas a publicarse a finales de 1979. Según Dave Marsh, la configuración original del álbum iba a incluir las canciones «The Ties That Bind», «Cindy», «Hungry Heart», «Stolen Car» y «Be True» en la primera cara, y los temas «The River», «You Can Look (Bu't Don't Touch)», «The Price You Pay», «I Wanna Marry You» y «Loose Ends» en la segunda cara.
Sin embargo, después de componer The River, Springsteen añadió nuevas canciones al disco con una temática más oscura. De hecho, The River fue una canción en la que el músico mezcló la frivolidad con la solemnidad. Según el propio Springsteen: «Rock and roll fue siempre esa alegría, esa cierta felicidad que se encuentra en el camino más bello de la vida. Pero el rock trata también sobre la dureza, la frialdad y la soledad... Finalmente llegué al lugar donde me di cuenta que la vida tiene paradojas, muchas, y que tienes que vivir con ellas».
La publicación de The River fue seguida de una larga gira por Norteamérica y Europa entre 1980 y 1981. En sucesivas giras, canciones como «Out in the Streets», «Two Hearts» y «Hungry Heart» se convirtieron en canciones frecuentes en la mayoría de los conciertos de Springsteen. Además, «Hungry Heart», un tema que en principio Springsteen compuso con la intención de cederla a The Ramones, se convirtió en el primer sencillo en lograr un top 10 en la lista Billboard Hot 100, al alcanzar el puesto cinco.
El 8 de noviembre de 2009, Springsteen y la E Street Band interpretaron The River al completo en el Madison Square Garden de Nueva York, durante la gira de promoción de Working on a Dream.

## Recepción
Tras su publicación, The River volvió a obtener reseñas generalmente favorables de la prensa musical, en la línea de Born to Run y Darkness on the Edge of Town. Según William Ruhlmann de Allmusic: «Integradas en el doble disco de The River hay un álbum simple que sigue la temática y el sonido de Darkness on the Edge of Town. Medios tiempos e historias de desilusiones en la vida del trabajador y los conflictos familiares». Paul Nelson de la revista Rolling Stone comparó The River con una versión contemporánea de la novela Las uvas de la ira y comentó: «Como The River es la culminación de una trilogía que comenzó con Born to Run antes de cambiar a Darkness on the Edge of Town, se puede esperar que entregue conclusiones de peso, palabras con las que vivir. Si las hay, si las querías o las necesitabas, están llenas de un sentido común e inteligencia que solo pueden venir de un exceptualmente afectuoso pero cuidado licenciado en la calle de los golpes duros».
En el plano comercial, The River se convirtió en el primer gran éxito de la carrera musical de Springsteen al alcanzar el primer puesto en las listas de discos más vendidos de varios países, entre ellos los Estados Unidos y Canadá. Además, la RIAA certificó el álbum como quíntuple disco de platino, convirtiéndose en uno de los discos más vendidos de la carrera musical de Springsteen, por detrás de Born in the U.S.A. y Born to Run.

## Legado
The River ha sido incluido en importantes listados desde su publicación en 1980. En el 2003 la revista Rolling Stone lo ubicó en el puesto 250 de su lista de los 500 mejores álbumes de todos los tiempos, siendo reubicado en el puesto 253 en el 2012. En el 2013 la revista británica NME ubicó al álbum en el puesto 484 de su lista de los 500 mejores álbumes.

## Lista de canciones
Todas las canciones escritas y compuestas por Bruce Springsteen. 
| Cara A |                      |          |  |
| N.º    | Título               | Duración |  |
| 1.     | «The Ties That Bind» | 3:35     |  |
| 2.     | «Sherry Darling»     | 4:04     |  |
| 3.     | «Jackson Cage»       | 3:05     |  |
| 4.     | «Two Hearts»         | 2:46     |  |
| 5.     | «Independence Day»   | 4:51     |  |

| Cara B |                                           |          |  |
| N.º    | Título                                    | Duración |  |
| 6.     | «Hungry Heart»                            | 3:20     |  |
| 7.     | «Out in the Street»                       | 4:20     |  |
| 8.     | «Crush on You»                            | 3:12     |  |
| 9.     | «You Can Look (But You Better Not Touch)» | 2:40     |  |
| 10.    | «I Wanna Marry You»                       | 3:31     |  |
| 11.    | «The River»                               | 5:02     |  |

| Cara C |                  |          |  |
| N.º    | Título           | Duración |  |
| 1.     | «Point Blank»    | 6:07     |  |
| 2.     | «Cadillac Ranch» | 3:04     |  |
| 3.     | «I'm a Rocker»   | 3:37     |  |
| 4.     | «Fade Away»      | 4:47     |  |
| 5.     | «Stolen Car»     | 3:55     |  |

| Cara D |                        |          |  |
| N.º    | Título                 | Duración |  |
| 6.     | «Ramrod»               | 4:06     |  |
| 7.     | «The Price You Pay»    | 5:30     |  |
| 8.     | «Drive All Night»      | 8:34     |  |
| 9.     | «Wreck on the Highway» | 3:54     |  |

## Personal
| Músicos - Bruce Springsteen: voz, bajo, guitarra, guitarra de doce cuerdas, armónica y piano. - The E Street Band - Roy Bittan: teclados, órgano, piano y coros - Clarence Clemons: saxofón, percusión y coros. - Danny Federici: órgano y coros. - Garry Tallent: bajo - Steve Van Zandt: guitarra - Max Weinberg: batería - Flo & Eddie - Howard Kaylan: coros en «Hungry Heart». - Mark Volman: coros en «Hungry Heart». | Equipo técnico - Joel Bernstein: fotografía - Bob Clearmountain: ingeniero de sonido y mezclas. - Neil Dorfsman: ingeniero de sonido. - James Farber: ingeniero asistente. - Amanda Flick: fotografía - David Gahr: fotografía - Barry Goldenberg: fotografía - Jeff Hendrickson: ingeniero asistente. - Jimmy Iovine: ingeniero de sonido. - Jon Landau: productor musical. - Ken Perry: masterización - Chuck Plotkin: mezclas - Garry Rindfuss: ingeniero asistente. - Toby Scott: mezclas - Frank Stefanko: fotografía de portada. - Jimmy Wachtel: diseño de portada. |

## Posición en listas
| Año  | País           | Lista                     | Posición |
| ---- | -------------- | ------------------------- | -------- |
| 1980 | Alemania       | German Albums Charts      | 31       |
| 1980 | Australia      | ARIA Albums Charts        | 8        |
| 1980 | Canadá         | RPM Albums Chart          | 1        |
| 1980 | Estados Unidos | Billboard 200             | 1        |
| 1980 | Irlanda        | Irish Albums Chart        | 65       |
| 1980 | Noruega        | VG-lista Albums Chart     | 1        |
| 1980 | Nueva Zelanda  | New Zealand Top 40 Albums | 4        |
| 1980 | Países Bajos   | Mega Album Top 100        | 2        |
| 1980 | Reino Unido    | UK Album Chart            | 2        |
| 1980 | Suecia         | Albums Top 60             | 2        |

| Año  | Sencillo         | Lista                     | Posición más alta |
| ---- | ---------------- | ------------------------- | ----------------- |
| 1980 | «Hungry Heart»   | Billboard Hot 100         | 5                 |
| 1980 | «Hungry Heart»   | RPM Singles Chart         | 5                 |
| 1980 | «Hungry Heart»   | ARIA Singles Chart        | 33                |
| 1981 | «Fade Away»      | Billboard Hot 100         | 14                |
| 1981 | «Fade Away»      | RPM Singles Chart         | 19                |
| 1981 | «Cadillac Ranch» | Billboard Mainstream Rock | 48                |
| 1981 | «Point Blank»    | Billboard Mainstream Rock | 20                |